# Zjednoczony Rewolucyjny Ruch Ludowy
Zjednoczony Rewolucyjny Ruch Ludowy (tur. Halkların Birleşik Devrim Hareketi, HBDH) – sojusz dziesięciu, głównie kurdyjskich, skrajnie lewicowych, rewolucyjnych, socjalistycznych i komunistycznych organizacji działających na terenie Turcji. Sojusz został ogłoszony 12 marca 2016, a jego celem ma być obalenia rządu tureckiego. Od tego czasu przyznał się do kilku ataków na personel służb bezpieczeństwa w Turcji.

## Charakterystyka
Powstanie sojuszu ogłoszono 12 marca 2016. Przekazano, że jego celem jest zaangażowanie w walkę z rządem Partii Sprawiedliwości i Rozwoju (AKP)  w Turcji. Data była nieprzypadkowa, ponieważ 12 marca 2016 przypadała 45. rocznica tureckiego memorandum wojskowego z 1971, 21. rocznica zamieszek w dzielnicy Gazi i 12. rocznica zamieszek w Al-Qamishli w 2004. Przypomnienie wszystkich trzech wydarzeń miało służyć podkreśleniu misji sojuszu, czyli „zwycięskiemu prowadzeniu walki o rewolucję, demokrację i socjalizm”.

## Ideologia
Organizacja wezwała do zniszczenia większościowej (AKP) i obalenia jej rządu. Swoje działania motywuje prawem do „samostanowienia” mniejszości: 

Jeśli walka o kurdyjskie samostanowienie zostanie przerwana, AKP zacznie atakować wszystkie inne siły opozycyjne w Turcji. W konsekwencji przyszłość wszystkich postępowych, rewolucyjnych i robotniczych sił w Turcji jest bezpośrednio związana z przyszłością kurdyjskiego oporu.

Organizacja wezwała do „mobilizacji zjednoczonej rewolucji ludowej”, aby obalić wybrany rząd. Określa się jako sojusz przeciwny „imperializmowi, faszyzmowi, rasizmowi, kapitalizmowi i konserwatyzmowi”. Wzywa przy tym „narody, robotników, uciskanych, wszystkie kultury, zaczynając od alewitów , kobiety, młodzież, aby przyłączyli się do szeregów Zjednoczonego Ruchu Rewolucyjnego i walczyli”.

## Organizacje członkowskie
Wśród grup założycielskich HBDH znalazły się następujące organizacje:
- Komunistyczna Partia Pracy Turcji / Leninistów (TKEP/L)
- Devrimci Karargâh (DK)
- Partia Pracujących Kurdystanu (PKK)
- Maoistowska Partia Komunistyczna (MKP)
- Marksistowsko-Leninowska Partia Komunistyczna (MLKP)
- Ludowa Partia Wyzwolenia – Front Turcji / Marksistowo-Leninowska Zbrojna Grupa Propagandowa (THKP-C/MLSPB)
- Rewolucyjna Partia Komunardów (DKP)
- Turecka Partia Komunistyczna / Marksiści-Leniniści (TKP/ML) (potem opuściła sojusz)
- Rewolucyjno-Komunistyczna Liga Turcji (TİKB)